# Kwistbeek

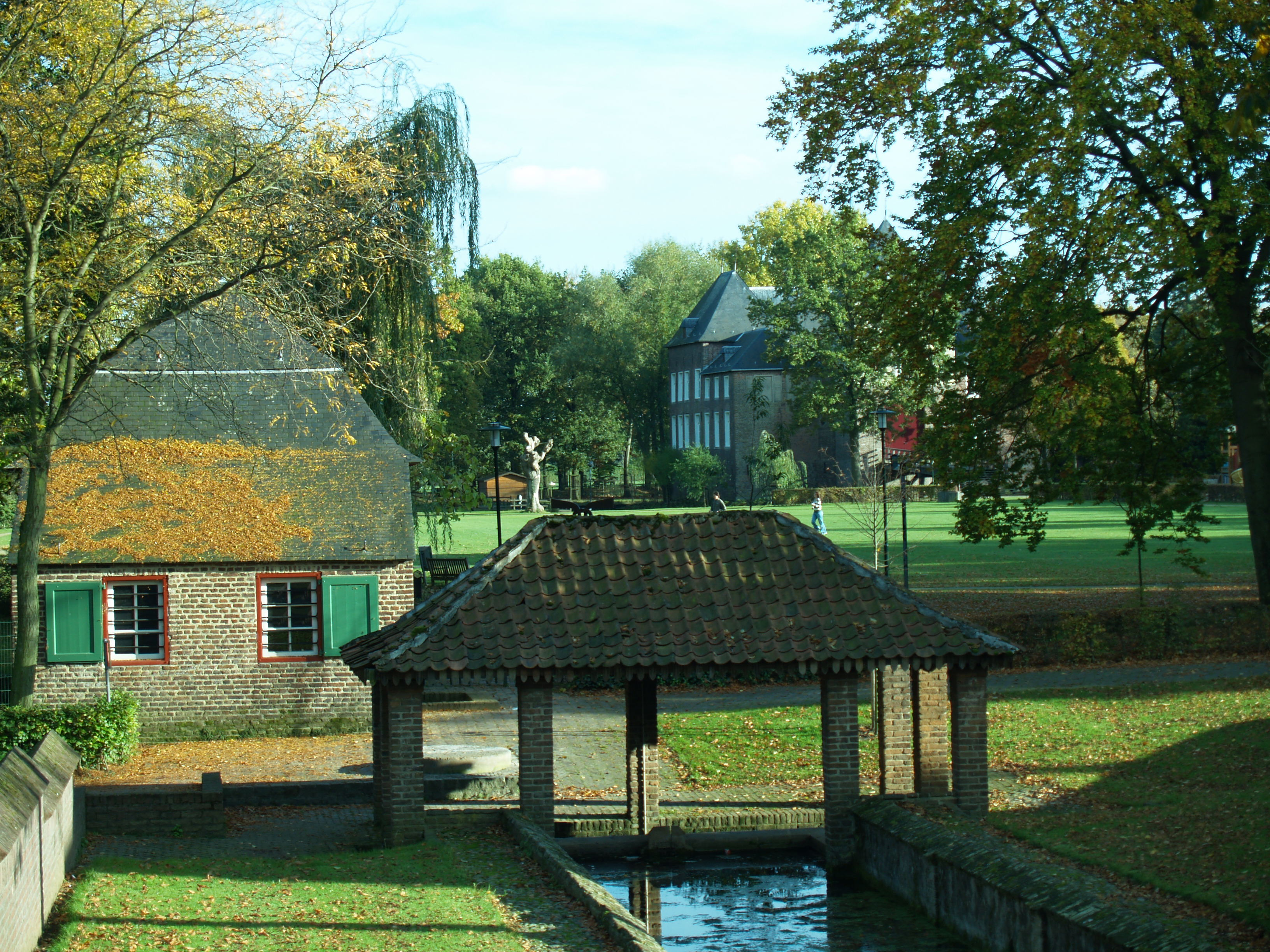
Baarlo. Links de watermolen op de Kwistbeek

De Kwistbeek is een beek in Nederlands-Limburg. De bron bevindt zich in Helden in de buurtschap Stogger. De beek loopt naar Baarlo waar zij uitmondt in de Maas. Op de Kwistbeek ligt de watermolen van Baarlo.
Bij Helden stroomt de beek langs de Onderse Schans bij Helden en de boerenschans van Baarlo.

## Waterkwaliteit
De waterkwaliteit van de Kwistbeek in de jaren 1992 - 1996 kan zowel op basis van de fysisch-chemische
gegevens als op basis van de biologische gegevens worden gekarakteriseerd als matig. De gehalten aan
nutriënten, sulfaat en een aantal zware metalen waren vrijwel steeds te hoog.